# Jan Mølby
Jan Mølby (Kolding, 4. srpnja 1963.) umirovljeni danski nogometaš i sadašnji nogometni trener. 
Kao vrlo talentiranog igrača uočio ga je amsterdamski Ajax, u koji prelazi već 1981. godine. Od 1984. do kraja karijere 1995. igra za Liverpool. britanski ga nogometni kroničari pamte kao jednog od najvećih talenata koji su zaigrali na otoku. U ostalom dijelu Europe ni približno nije stekao karizmu kao tamo. Ostao je jedna od najvećih legendi kluba s Anfield Roada. Bio je igrač sredine terena, luckastih ideja, genijalnih proigravanja, i strahovito preciznog i snažnog udarca. Imao je problema s viškom kilograma, a volio je i dobru kapljicu. Baš zbog nje je 1987. proveo par mjeseci u zatvoru, skrivivši prometnu nezgodu pod utjecajem alkohola. Po talentu ide uz bok genijalnog Michaela Laudrupa. Za dansku reprezentaciju igra u razdoblju od 1982. – 1990. godine i postigao je 2 gola u 33 utakmice.